# La Caña Gris
La Caña Gris (subtitulada «Revista de poesía y ensayo») fou una revista literària bilingüe (principalment en castellà, però amb algunes col·laboracions en català) que es va publicar a València des de la primavera de 1960 fins a la tardor de 1962, promoguda per Jacobo Muñoz, vertader factòtum de la revista, si bé formalment hi figurava com a director José María Abad Tallada, amb un equip que incloïa noms com ara el del mateix Jacobo Muñoz i els de Vicent Ventura, Alfonso Pérez Sánchez i José Luis García Molina. Quant a la seua aparença i factura, hom n'ha destacat l'acurada selecció de les col·laboracions, les il·lustracions de Monjalés que acompanyen els textos, la sobrietat i netedat del disseny i la tipografia, i els extensos articles del seu editor sobre la poesia d'Aleixandre, Brines i Cernuda. D'aparició irregular (si bé la subscripció que oferia era de quatre publicacions per any), els números 4 i 5 es presentaren en un volum doble, i els 6, 7 i 8 en un de triple. Aquest darrer volum, monogràfic d'homenatge a Luis Cernuda en ocasió del seu seixanté aniversari, constituí el primer reconeixement que consagrà aquest poeta sevillà com un dels valors fonamentals de la generació del 27.
Pel que fa a l'orientació ideològica i estètica, La Caña Gris reflecteix la necessitat que sentien els joves escriptors en els darrers anys cinquanta de trobar un nou llenguatge que, sense eludir el compromís social, havia de donar pas a les poètiques avantguardistes més radicals i acordades amb el panorama internacional i amb l'herència de la tradició literària espanyola anterior a la Guerra Civil, oferint una alternativa a l'estètica tradicionalista dels poetes agrupats a l'entorn de la revista Garcilaso, que havia estat dominant durant la dictadura, però també una revisió d'aquella poesia social que s'havia convertit en moda durant la dècada dels anys cinquanta i amenaçava caure en fórmules esgotades i estereotipades.
La nòmina dels col·laboradors de La Caña Gris comprén autors de diverses generacions o promocions. La investigadora Ana Sofia Pérez-Bustamante en fa el recompte: «tres mestres del 27, disset escriptors més o menys consagrats entre el 36 i la primera generació de postguerra, setze de la generació del 50 (tres en la redacció, tretze com a col·laboradors), dos autors de la promoció pont del 60, i vuit de la del 68 (dos en la redacció, cinc col·laboradors)». I conclou que La Caña Gris fou en tots els sentits un fòrum multigeneracional, que es desenganxà de l'exclusiva del realisme social i proposà un model de poesia reflexiva de clara estirp cernudiana.
En les seues pàgines aparegueren assaigs de Joan Fuster, Josep Iborra, Jacobo Muñoz, Alfons Roig, Mercedes Salisachs, Juan Gil-Albert, José Sanchis Sinisterra, José Olivio Jiménez, Ramón Gaya, José Agustín Goytisolo, Francisco Brines, María Zambrano, José Hierro, José Ángel Valente, Jaime Gil de Biedma, i poemes de Gastón Baquero, Eladio Cabañero, Daniel Sueiro, Luis Cernuda, Carmen Conde, César Simón, Maria Beneyto, Félix Grande, Vicente Aleixandre, Carlos Sahagún, Gabriel Celaya, José Ángel Valente, Carlos Bousoño, Antonio Gala, Octavio Paz, Vicente Gaos i Rosa Chacel. De les col·laboracions en català, són d'esmentar els poemes de Xavier Casp, Jaume Vidal Alcover, Joan Valls Jordà, Miquel Dolç, Lluís V. Aracil, Miquel Tarradell i Alfons Cucó.
Publicà també traduccions al castellà de poemes de Sandro Penna, Bertolt Brecht, Cesare Pavese, Hölderlin, Jacques Prévert i Salvatore Quasimodo.